# Casuarictine
La casuarictine est un ellagitanin. La molécule contient deux motifs d'acide hexahydroxydiphénique et un motif d'acide gallique liés à une molécule de glucose.
La molécule est formée à partir de la tellimagrandine II, elle-même formée à partir du pentagalloyl glucose par oxydation. 

La casuarictine est transformée en pédunculagine par la perte d'un groupe gallate, puis en castalagine par l'ouverture du cycle pyranosidique du glucose.
La molécule peut être trouvée dans diverses espèces des genres Casuarina et Stachyurus. Elle peut notamment être tirée de l'arbre australien Casuarina stricta
La sanguiine H-6 est un dimère, la lambertianine C un trimère et la lambertianine D un tétramère, de la casuarictine.

Structure de l'acide hexahydroxydiphénique.